# Śniepie
Śniepie (deutsch Schnepien, 1938 bis 1945 Schnippen) ist ein Dorf in der polnischen Woiwodschaft Ermland-Masuren und gehört zur Gmina Ełk (Landgemeinde Lyck) im Powiat Ełcki (Kreis Lyck).

## Geographische Lage
Śniepie liegt im südlichen Osten der Woiwodschaft Ermland-Masuren, zwölf Kilometer südwestlich der Kreisstadt Ełk (Lyck).

## Geschichte
Im Jahre 1522 wurde das nach 1818 Schnipien, bis 1938 Schnepien genannte Dorf erstmals erwähnt. Es wurde 1874 in den neu errichteten Amtsbezirk Baitkowen (polnisch Bajtkowo) eingegliedert, der – 1938 in „Amtsbezirk Baitenberg“ umbenannt – bis 1945 bestand und zum Kreis Lyck im Regierungsbezirk Gumbinnen (ab 1905: Regierungsbezirk Allenstein) in der preußischen Provinz Ostpreußen gehörte.
Im Jahre 1910 waren in Schnepien 183 Einwohner gemeldet, im Jahre 1933 waren es 191. Aufgrund der Bestimmungen des Versailler Vertrags stimmte die Bevölkerung im Abstimmungsgebiet Allenstein, zu dem Schnepien gehörte, am 11. Juli 1920 über die weitere staatliche Zugehörigkeit zu Ostpreußen (und damit zu Deutschland) oder den Anschluss an Polen ab. In Schnepien stimmten 120 Einwohner für den Verbleib bei Ostpreußen, auf Polen entfielen keine Stimmen.
Am 3. Juni (amtlich beglaubigt am 16. Juli) des Jahres 1938 wurde Schnepien aus politisch-ideologischen Gründen der Abwehr fremdländisch klingender Ortsnamen in „Schnippen“ umbenannt. Die Einwohnerzahl belief sich 1939 auf 167.
In Kriegsfolge kam das Dorf 1945 mit dem gesamten südlichen Ostpreußen zu Polen und erhielt die polnische Namensform „Śniepie“. Heute ist es Sitz eines Schulzenamt (polnisch Sołectwa) und ist als solches eine Ortschaft im Verbund der Gmina Ełk (Landgemeinde Lyck) im Powiat Ełcki (Kreis Lyck), bis 1998 der Woiwodschaft Suwałki, seither der Woiwodschaft Ermland-Masuren zugehörig.

## Kirche
Bis 1945 war Schnepien resp. Schnippen in die evangelische Kirche Baitkowen in der Kirchenprovinz Ostpreußen der Kirche der Altpreußischen Union sowie in die römisch-katholische Kirche St. Adalbert in Lyck im Bistum Ermland eingepfarrt.
Heute gehört Śniepie katholischerseits zur Pfarrei Bajtkowo im Bistum Ełk der Römisch-katholischen Kirche in Polen. Due evangelischen Einwohner halten sich zur Kirchengemeinde in der Stadt Ełk, einer Filialgemeinde der Pfarrei Pisz (deutsch Johannisburg) in der Diözese Masuren der Evangelisch-Augsburgischen Kirche in Polen.

## Verkehr
Śniepie liegt an der Nebenstraße 1868N, die von Bajtkowo (Baitkowen, 1938 bis 1945 Baitenberg) über Borki (Borken) nach Niedźwiedzkie (Niedzwetzken, 1936 bis 1945 Wiesengrund) führt. Außerdem endet in Śniepie eine von Nowa Wieś Ełcka (Neuendorf) über Niekrasy (Niekrassen, 1938 bis 1945 Krassau) verlaufende Nebenstraße.
Die nächste Bahnstation ist Bajtkowo an der Bahnstrecke Olsztyn–Ełk (deutsch Allenstein–Lyck).